# Rue du Marché aux Fromages

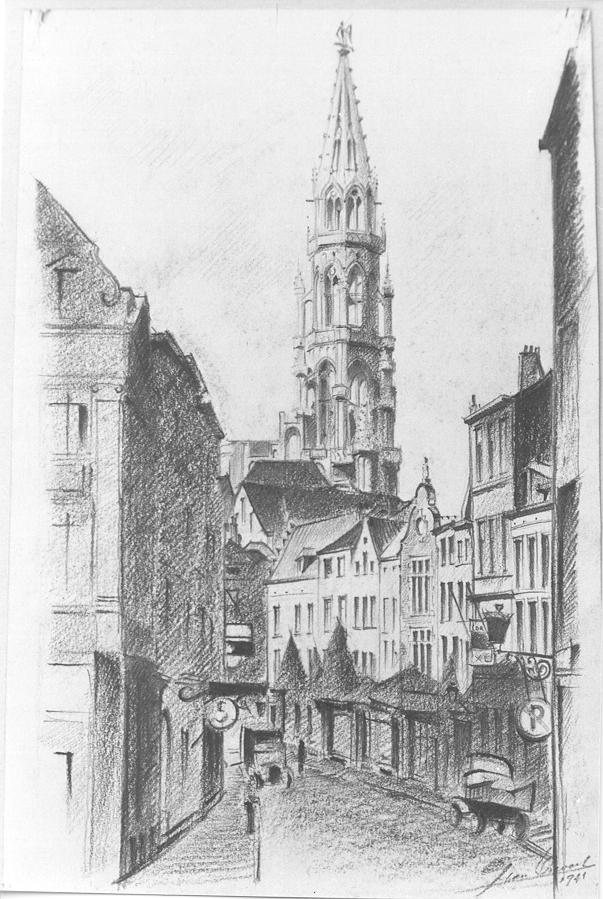
La rue du Marché aux Fromages, dessin par Léon van Dievoet.

La rue du Marché aux Fromages (en néerlandais : Kaasmarkt), jadis Smaelbeek, aujourd'hui également désignée sous le sobriquet de rue des Pitas ou rue des Pittas, est une très ancienne rue bruxelloise.
Après avoir été renommée par les édiles communaux, rue du Cercueil, elle a retrouvé son nom historique.
Elle commence rue des Chapeliers et finit rue des Éperonniers.
Dans la rue du Marché aux Fromages, débouchent deux antiques impasses: l'impasse du Dragon (Draeckenganck), et l'impasse du Poivre (Peperganck).

## Maisons remarquables

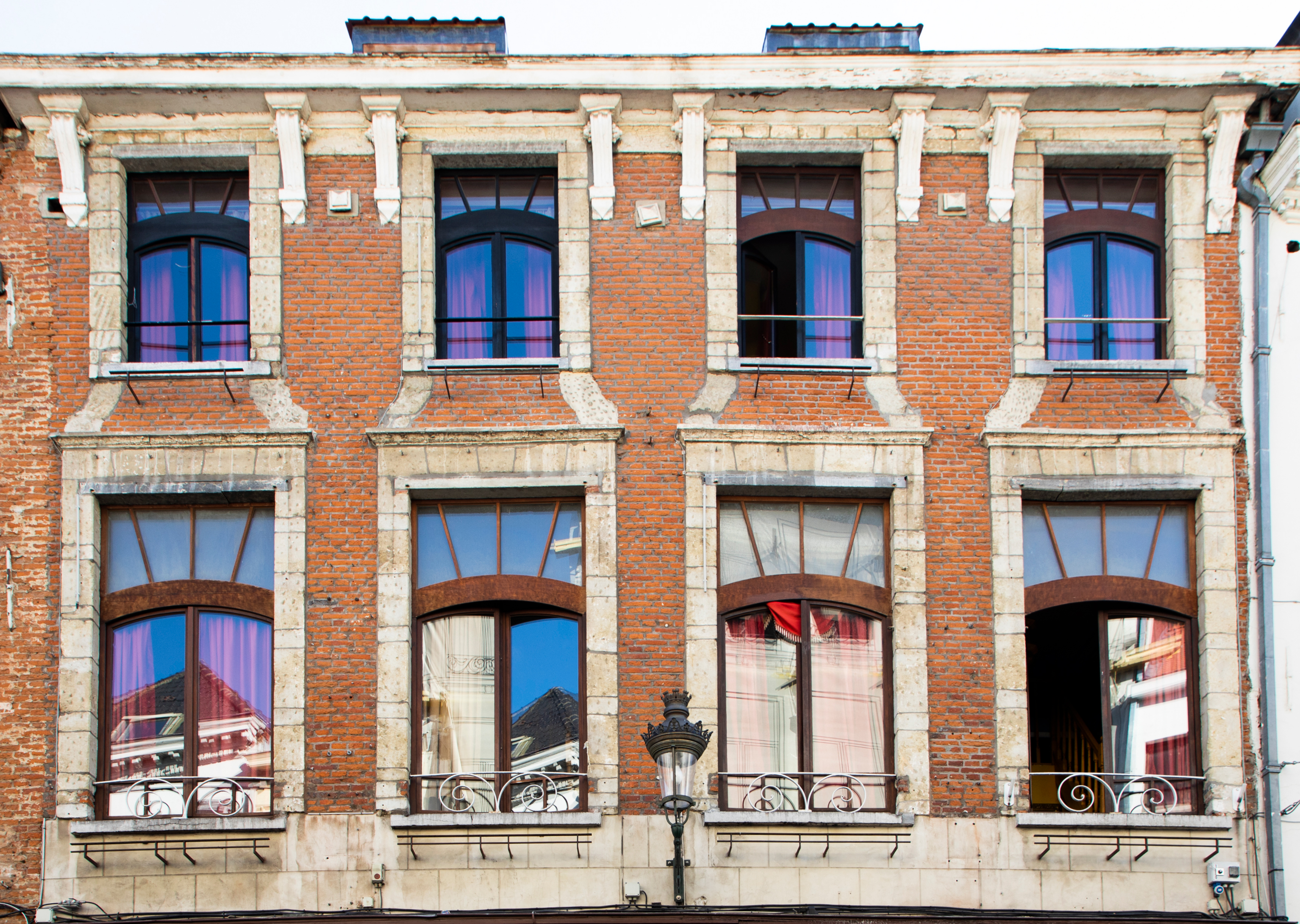
Le Dragon de Fer ou den Eyseren Draeck, construite en 1709 par Jean-Baptiste van Dievoet (1663-1751), actuel 15-17 du Marché au Fromage.

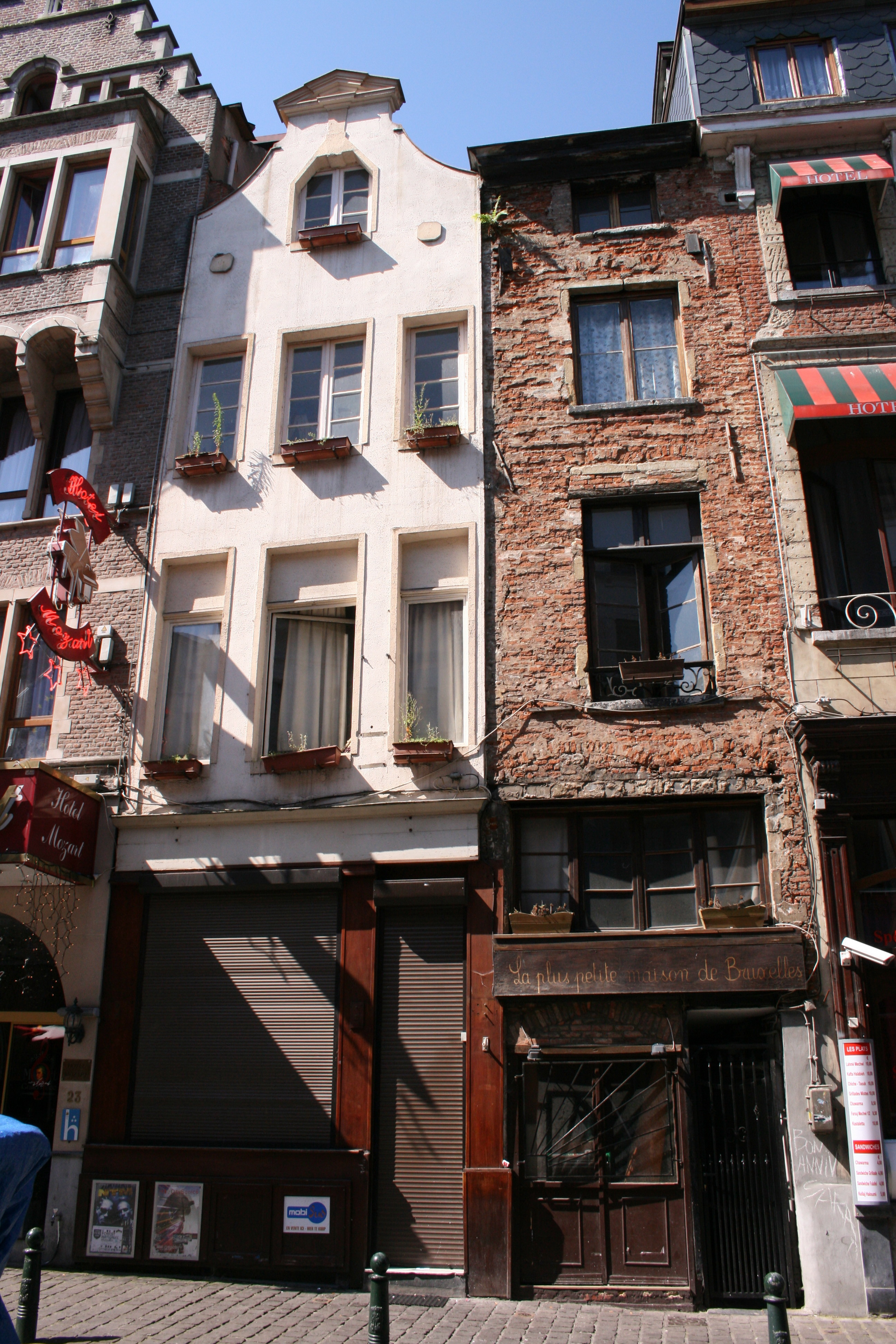
Le 19 rue du Marché aux Fromage (en briques rouges), considéré comme la plus petite maison de Bruxelles, où s'ouvre l'impasse du Dragon.

Le Marché aux Fromages a conservé de nombreuses maisons anciennes, la plupart reconstruites après le bombardement de Bruxelles de 1695 ont subi de lourdes transformations au XIXe siècle mais sans perdre leur aspect original.
L'on y remarque les maisons nommées:
- Zeepeerd (au Cheval Marin), actuel n° 1 au coin de la rue des Chapeliers. Encadrement de porte de style Louis XV.
- Drij Pagekens (aux Troix Pages), actuel n° 5-7. Façade en briques et grès récemment décapée.
- Den Eijseren Draeck (au Dragon de Fer), actuel 15-17. Vaste maison de maître construite[3] en 1709 par Jean-Baptiste van Dievoet (1663-1751), frère du sculpteur Pierre van Dievoet (1661-1729), et située à droite de l'Impasse du Dragon. Le rez-de-chaussée a été totalement défiguré en 1882 et transformé en deux devantures commerciales[4]. On peut le regretter quand on lit dans les Wyckboeken[5] ou livre des Quartiers de Bruxelles, la belle description qui en est faite: "une nouvelle grande et belle maison que l'acheteur (Jean-Baptiste van Dievoet) a fait construire peu de temps après l'achat du terrain (en 1709)[6] et où actuellement pend le Dragon de Fer située sur le Marché aux Fromages". L'acte précise plus loin: "avec toutes les boiseries incluant les peintures qui y sont encastrées et les cuirs dorés qui sont tendus dans la pièce avant du rez-de-chaussée vers la rue, tout comme les menuiseries qui sont clouées dans ladite maison". Ce nom plonge son origine dans l'histoire la plus ancienne de Bruxelles puisque, selon la tradition, cette maison est située au lieu même où Saint Géry vainquit le dragon qui semait la terreur sur le territoire de la future cité et dont l'antre était situé à cet endroit près du ruisseau appelé le Smaelbeek[7]. Depuis son constructeur Jean-Baptiste van Dievoet (1663-1751), époux d'Anne van der Borcht, jusqu'à Jean-Louis Van Dievoet (1777-1854), quatre générations de la famille Van Dievoet y ont vécu. Vers 1825 cette maison fut habitée par le magistrat  historien et généalogiste Luc de Roovere de Roosemersch et était alors connue sous le nom d'hôtel de Roovere de Roosemersch.
- De Kat (au Chat), actuel n° 35 formant le coin avec la rue des Éperonniers où elle porte le n° 43. Immeuble élevé[8] en 1697.

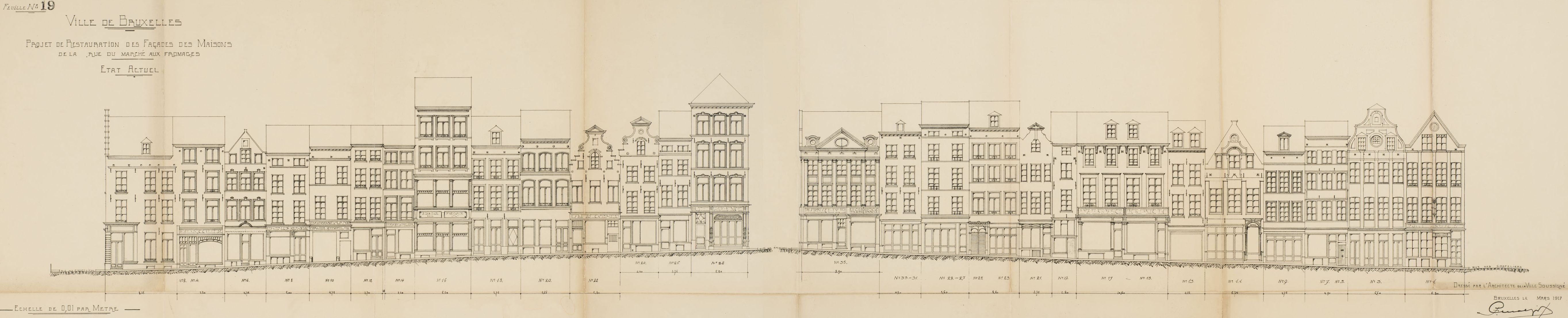
Projet de restauration par la Ville de Bruxelles de 1917, état actuel.

- Autrefois, la famille Van Cutsem y possédait la Brasserie France.  Elle passa à Catherine, l'épouse de Jean-Baptiste Meeûs (1672-1734).  Ce couple allait devenir propriétaire du Théâtre de la Monnaie.

## Situation administrative
Dans l'ancien régime, la ville de Bruxelles était divisée en 10 quartiers, comprenant chacun quatre sections (wijcken) formant les 40 sections (Wijcken).
Chaque quartier avait un "capitaine de la garde bourgeoise" et chaque section un "centenier" (hondersteman - centurio).
Le Marché aux Fromages, faisait partie du 10e quartier dit du Marché aux Fromages ( Kaesmarktwijk) ou du Marché aux herbes (Gersemercktwijk) et de la Trente-huitième Section (Wijck 38), appelée "Smaelbeekwijk", et appartenait à la paroisse de Saint-Nicolas.
Au XIXe siècle il faisait partie de la Section 8.